# Parco nazionale Isole del Golfo
Il parco nazionale Isole del Golfo (in inglese Gulf Islands National Park Reserve of Canada) è il 40º parco nazionale del Canada. Dichiarato parco nazionale il 9 maggio 2003, si trova nella provincia della Columbia Britannica (Canada occidentale) ed ha una superficie di 36 km². Comprende 15 isole delle Isole del Golfo nonché una moltitudine di scogli e scogliere.
Il parco fu ampliato nell'ottobre 2012 per un totale di circa 100 ha su tre isole separate, nuove zone che furono in parte acquistate da proprietari privati, in parte donate da questi o cedute da enti statali all'amministrazione federale e al Parks Canada.
Il parco è un'area protetta di categoria IUCN VI (area protetta per la gestione sostenibile delle risorse).

## Posizione
Il parco  si trova nell'angolo sud-orientale dell'Isola di Vancouver. Comprende numerose isole piccole e piccolissime. Oltre all'isola di Vancouver, appartengono al parco nazionale le Isole Gulf, tra le quali
- Isole Interne:
  - Isola Russell
  - Isola Portland (Princess Magaret)
  - Isola Brackman
  - Isle-de-Lis
  - Isola Sidney
  - Isola D'Arcy
  - Isoletta Dock, Isoletta Isabella, Isola Imrie, Isola Grieg, Isola Reay, Gruppo Littöe, Sallas Rock, Unit Rock
- Isole Pender:
  - Isola Pender Nord
  - Isola Pender Sud
  - Isoletta Blunden
- Isole Prevost:
  - Isola Prevost
  - Isola del Canale
  - Isolette Rosse, Isoletta Bright, Isoletta Hawkins
- Isole Esterne:
  - Isola Saturna
  - Isola Tumbo
  - Isola Cabbage
  - Isola Mayne
  - Isola Georgeson.[3]